# Sigurd Anderson
Sigurd Anderson (n. 22 de enero de 1904 en Arendal - f. 21 de diciembre de 1990 en Webster) fue un político estadounidense nacido en Noruega quien ejerció como Gobernador de Dakota del Sur. Anderson, un republicano afincado en Webster, Dakota del Sur, sirvió en el cargo de 1951 a 1955.

## Biografía
Sigurd Anderson nació en Arendal, en la provincia de Aust-Agder, Noruega y llegó a los Estados Unidos junto con su familia a la edad de tres años, estableciéndose en el condado de Lincoln, Dakota del Sur. Sigurd se convirtió en un ciudadano de los Estados Unidos a los 8 años, cuando su padre se convirtió en un ciudadano naturalizado. Se graduó en la Universidad de Augustana en Canton, Dakota del Sur, y se matriculó en la Universidad Estatal de Dakota del Sur. Durante su primer año en la escuela, sufrió de fiebre escarlatina, lo que impidió su regreso a la universidad en el otoño siguiente. Con el fin de asegurar fondos para continuar sus estudios, trabajó como obrero agrícola y enseñó en la escuela rural en el condado de Kingsbury.